# Université Portucalense Infante D. Henrique
 (janvier 2019).
Si vous disposez d'ouvrages ou d'articles de référence ou si vous connaissez des sites web de qualité traitant du thème abordé ici, merci de compléter l'article en donnant les références utiles à sa vérifiabilité et en les liant à la section « Notes et références ».
L'université Portucalense Infante D. Henrique (UPT) (en portugais : Universidade Portucalense Infante D. Henrique) est une université privée portugaise créée en 1986 et basée à Porto.
L'UPT se compose de cinq départements : droit (DD), psychologie et éducation (DPE), économie et gestion (DGE), science et technologie (DCT), tourisme, patrimoine et culture (DTPC).